# 14 Andromedae
Pour les articles homonymes, voir Andromède et Vérité.
Désignations
14 Andromedae (14 And), ou Veritate, est une étoile géante orange située à environ 258 années-lumière dans la constellation d'Andromède. C'est probablement une étoile variable. Veritate était probablement auparavant une étoile de la séquence principale de type A ou F. En 2008, une planète a été découverte en orbite autour de l'étoile, 14 Andromedae b, également nommée Spe, devenant l'une des quelques planètes connues orbitant une étoile évoluée de masse intermédiaire (de telles planètes n'ont été découvertes que dans le Red clump).

## Système planétaire
La découverte de la planète 14 Andromedae b, aussi nommée Spe depuis décembre 2014, a été annoncée par Bun'ei Sato et al. en 2008. Cette planète a une masse minimale de 4,8 masses de Jupiter et une orbite circulaire d'une période de 186 jours. C'est une géante gazeuse, son orbite la place à environ 0.83 UA de l'étoile mère. 